# Persea fusca
Persea fusca är en lagerväxtart som beskrevs av Carl Christian Mez. Persea fusca ingår i släktet avokador, och familjen lagerväxter. Utöver nominatformen finns också underarten P. f. angustifolia.